# Cimetière juif de Sinzig
Le cimetière juif de Sinzig est un cimetière juif dans la ville allemande de Sinzig (Koisdorfer Straße), en Rhénanie-Palatinat. C'est un monument culturel protégé.
On y trouve 44 pierres tombales de personnes décédées depuis 1873 jusqu'à 1940. Il s'étend sur 4,96 ares.
Le cimetière juif est entouré du cimetière chrétien qui fut installé 35 ans plus tard. Une partie du cimetière juif est utilisée après 1945 pour le cimetière chrétien.

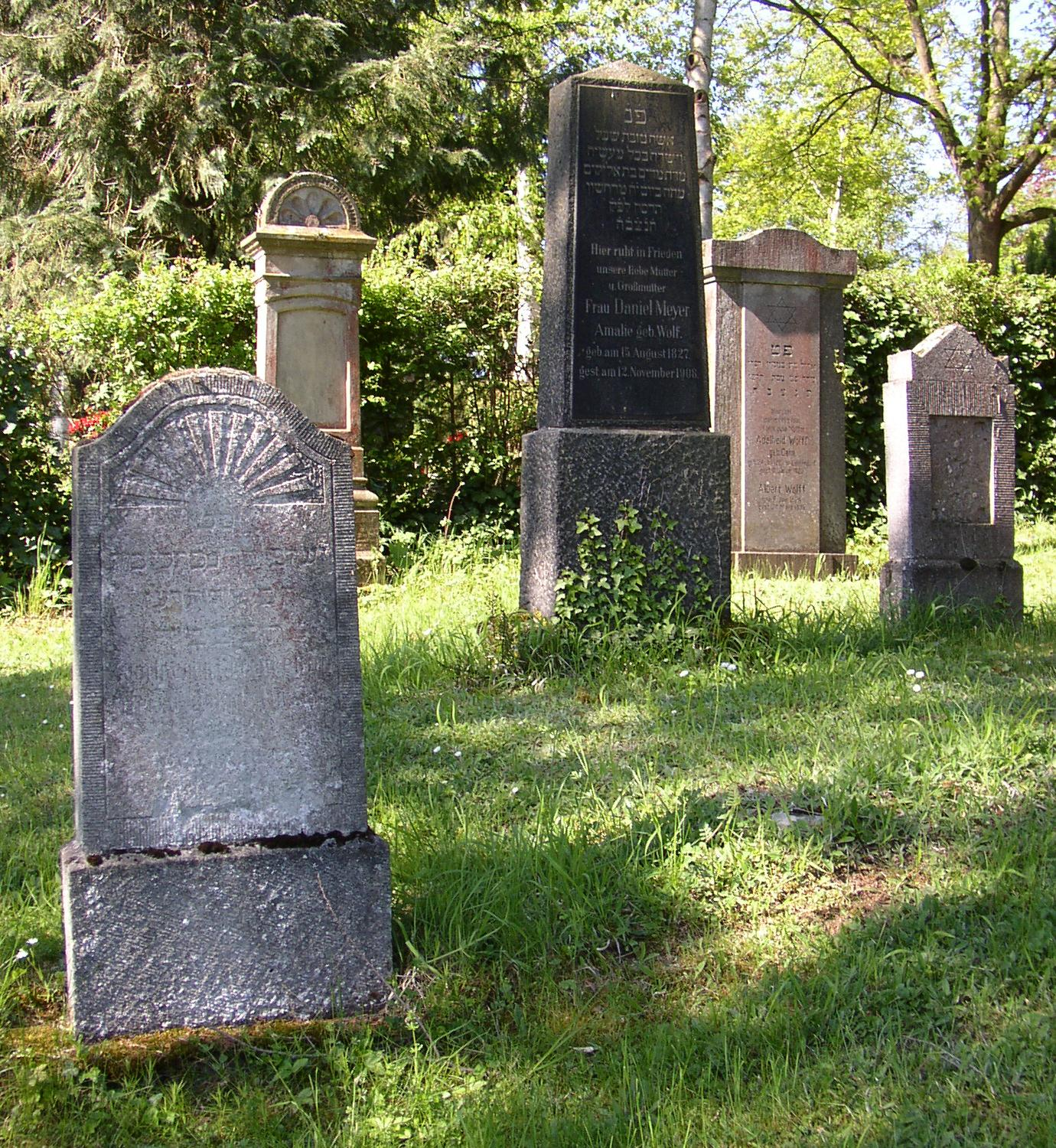
Pierres tombales
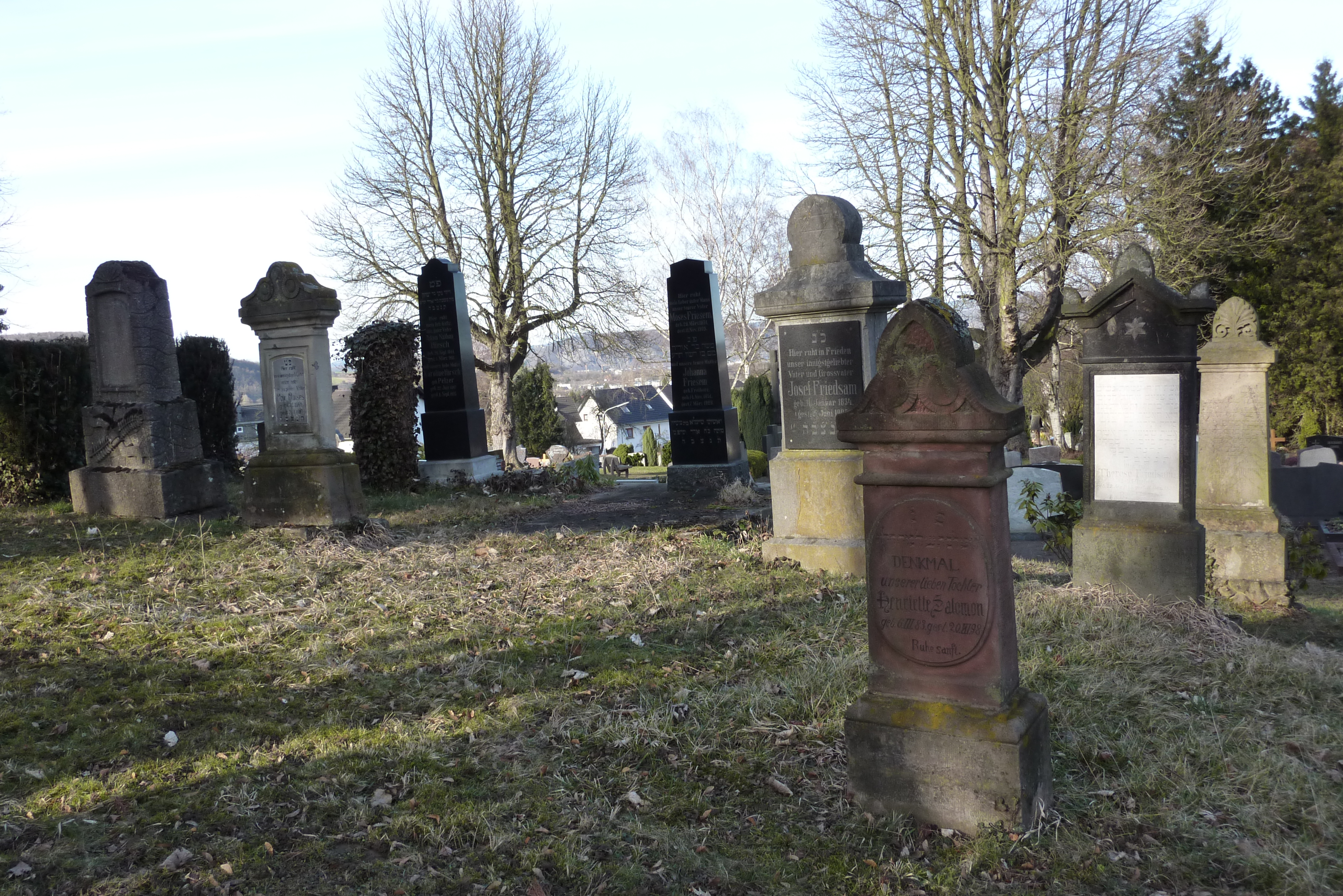
Pierres tombales
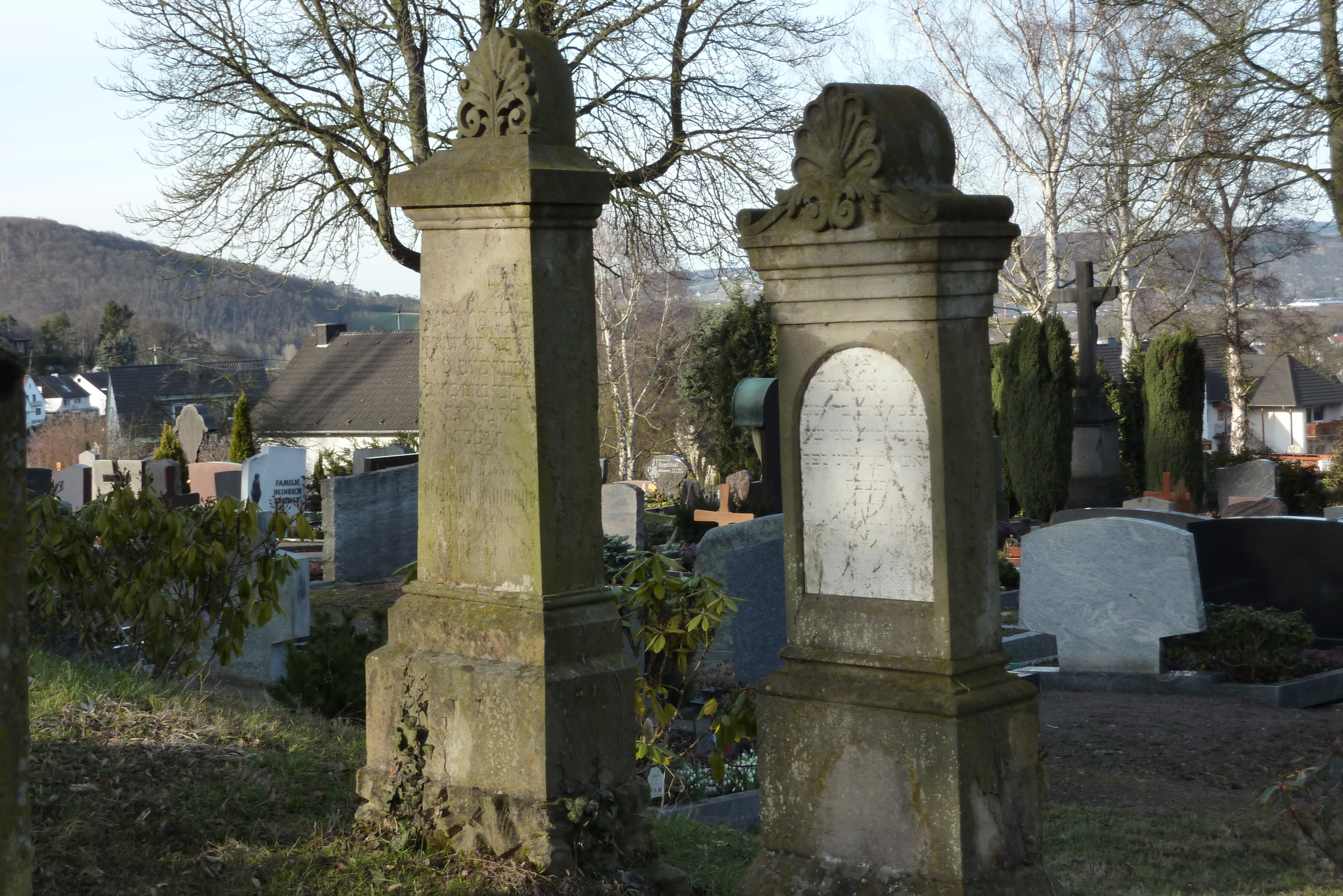
Pierres tombales